# 田畑真纪
田畑真纪（日语：／ Tabata Maki，1974年11月9日—），日本女子速度滑冰运动员。她曾代表日本参加1994年、2002年、2006年、2010年和2014年冬季奥林匹克运动会速度滑冰比赛，获得一枚银牌。